# EXILE PERFECT YEAR 2008 ULTIMATE BEST BOX
『EXILE PERFECT YEAR 2008 ULTIMATE BEST BOX』（エグザイル パーフェクト イヤー ニセンハチ アルティメイト ベスト ボックス）は、EXILEのベストアルバム集ボックス・セット。2009年3月25日にrhythm zoneから発売。

## 概要
前作『祝ミリオン・初回アルバム3枚組 BOX SET 〜Appreciation to the million breakthrough〜』から5年ぶりのボックスセット。
「EXILE PERFECT YEAR 2008」の一環として発売された3枚のベストアルバム『EXILE CATCHY BEST』『EXILE ENTERTAINMENT BEST』『EXILE BALLAD BEST』の初回限定盤をまとめたボックスセット。

## 収録ディスク
※各アルバムのページを参照。
- Disc 1/2『EXILE CATCHY BEST』
- Disc 3〜5『EXILE ENTERTAINMENT BEST』
- Disc 6/7『EXILE BALLAD BEST』